# Weruweru
Weruweru è una circoscrizione rurale (rural ward) della Tanzania situata nel distretto di Hai, regione del Kilimangiaro. Conta una popolazione di 12 402 abitanti (censimento 2022).